# Anna Montañana
Anna Montañana Gimeno (Valencia, 24 ottobre 1980) è un'ex cestista e allenatrice di pallacanestro spagnola.
Alta 186 cm, giocava come ala-centro.

## Carriera
Con la Spagna ha disputato i Giochi olimpici di Pechino 2008, due edizioni dei Campionati mondiali (2006, 2010) e quattro dei Campionati europei (2005, 2007, 2009, 2011).